# AGF Serval
Rheinmetall LandSysteme Light Infantry Vehicle for Special Operations, ou LIV (SO), est un véhicule légèrement blindé d'infanterie mécanisée développé à partir de la Mercedes-Benz Classe G. Il est employé comme véhicule militaire de reconnaissance de forces spéciales. Il est aussi connu sous le nom de Serval, Wolf et AGF (de Aufklärungs- und Gefechtsfahrzeug, véhicule de reconnaissance et de combat en allemand).

## Engagement
Il est surtout utilisé par les forces spéciales pour des missions apparentées à la reconnaissance militaire. Le développement du véhicule commença en 2002 et 21 furent fournis à l'armée allemande pour le KSK en 2004. Un nombre non spécifié fut fourni à l'armée suisse en 2007.

## Opérateurs

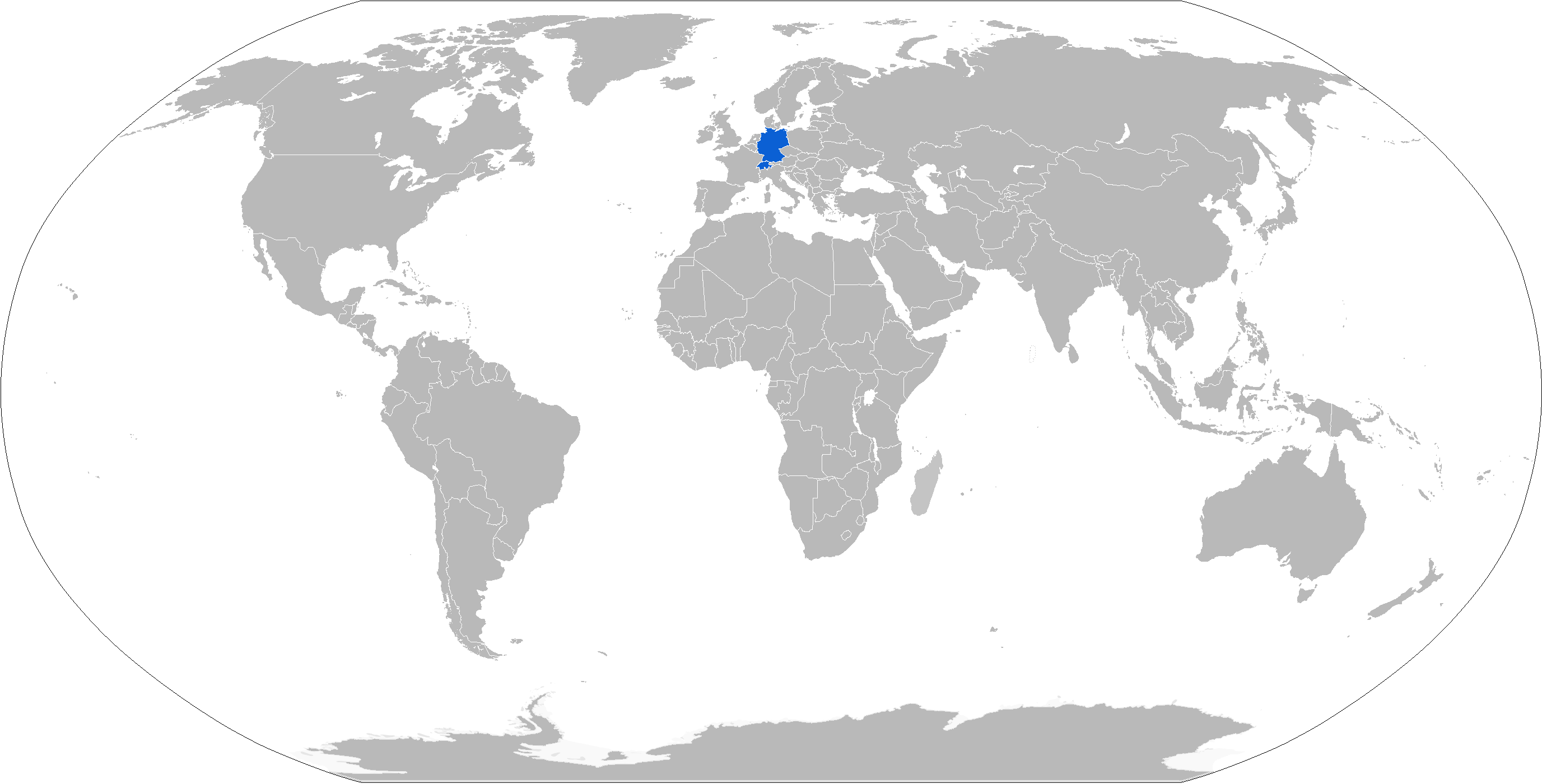
Utilisateurs du Serval en bleu

- depuis 2007, au sein du DRA10

## Galerie d'images

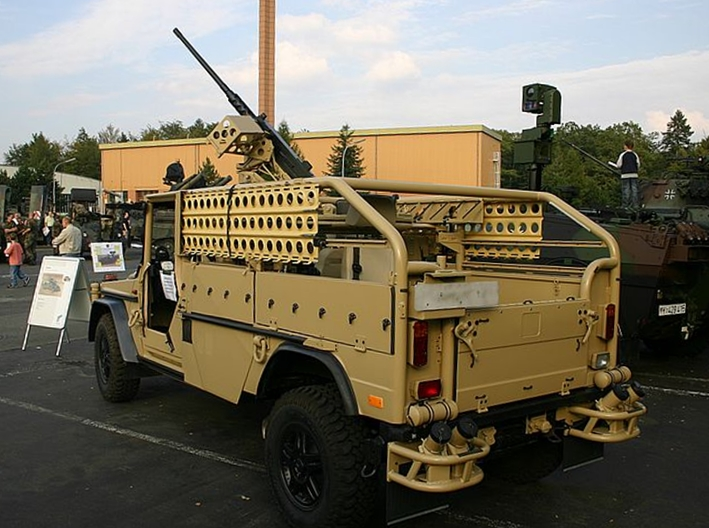
AGF Serval équipé d'une mitrailleuse lourde
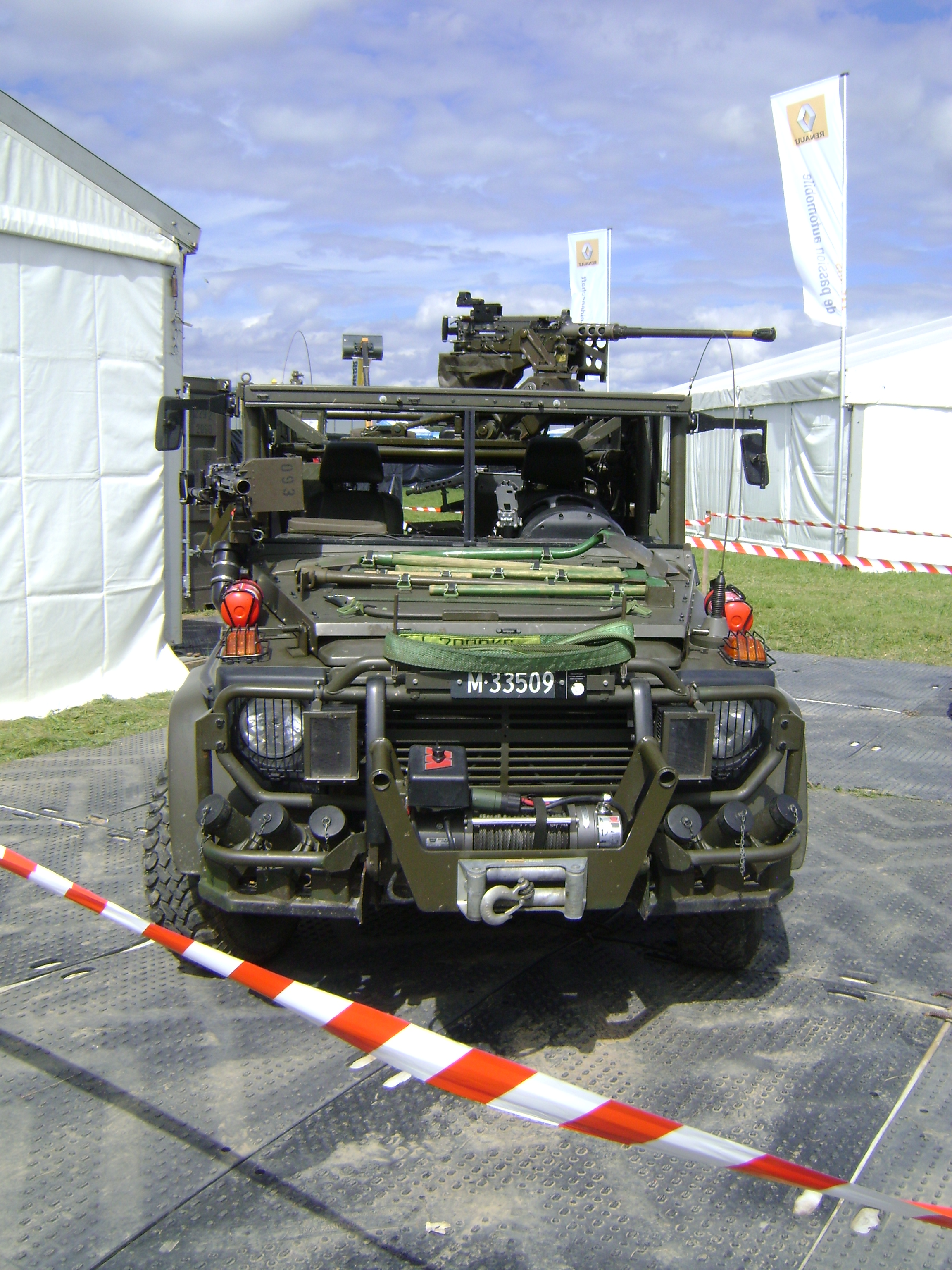
Véhicule de l'armée suisse